# Puccinia concinna
Puccinia concinna ist eine Ständerpilzart aus der Ordnung der Rostpilze (Pucciniales). Der Pilz ist ein Endoparasit des Korbblütlers Eupatorium greggii. Symptome des Befalls durch die Art sind Rostflecken und Pusteln auf den Blattoberflächen der Wirtspflanzen. Sie ist im südlichen Nordamerika verbreitet.

## Merkmale

### Makroskopische Merkmale
Puccinia concinna ist mit bloßem Auge nur anhand der auf der Oberfläche des Wirtes hervortretenden Sporenlager zu erkennen. Sie wachsen in Nestern, die als gelbliche bis braune Flecken und Pusteln auf den Blattoberflächen erscheinen.

### Mikroskopische Merkmale
Das Myzel von Puccinia concinna wächst wie bei allen Puccinia-Arten interzellulär und bildet Saugfäden, die in das Speichergewebe des Wirtes wachsen. Die Spermogonien und Aecien der Art sind nicht bekannt, gleiches gilt für die Uredien des Pilzes. Die Uredosporen sind zimtbraun, stachelwarzig, in der Regel eiförmig bis breitellipsoid und meist 23–27 × 20–24 µm groß. Die überwiegend unterseitig auf der Oberfläche der Wirtspflanzen wachsenden Telien der Art sind braun, kompakt und unbedeckt. Die kastanienbraunen Teliosporen sind zweizellig, in der Regel langellipsoid bis ellipsoid und meist 40–52 × 25–32 µm groß. Ihre Stiele sind farblos und bis zu 170 µm lang.

## Verbreitung
Das bekannte Verbreitungsgebiet von Puccinia concinna reicht vom US-amerikanischen Arizona bis ins mexikanische Chihuahua.

## Ökologie
Die Wirtspflanze von Puccinia concinna ist der Wasserdost Eupatorium greggii. Der Pilz ernährt sich von den im Speichergewebe der Pflanzen vorhandenen Nährstoffen, seine Sporenlager brechen später durch die Blattoberfläche und setzen Sporen frei. Die Art durchläuft einen makrozyklischen Entwicklungszyklus mit Spermogonien, Aecien, Telien und Uredien.